# Kostel Tří králů (Břidličná)
Římskokatolický kostel Tří králů v Břidličné je renesanční stavbou z roku 1577. Kostel je zapsán na seznamu kulturních památek České republiky.

## Historie
Byl založen v roce 1577 Vavřincem Ederem ze Šťavnice jako evangelický luterský kostel. V letech 1610–1614 byly provedeny stavební úpravy, kdy byl kostel rozšířen a zvýšená kostelní loď. Do roku 1586 prvním pastorem byl Andreas Klein. Nejdéle působícím pastorem byl pastor Daniel Alberty, který vykonával svůj úřad od 3. září 1598 do roku 1613. Posledním protestantským pastorem byl Jiří Tintz, který v roce 1624 na nátlak musel farnost opustit. Následně byl kostel přeměněn na římskokatolický a v roce 1655 byl zasvěcen svatým Třem králům. Farnost byla přidělena do Velkrub (Václavova), následoval Jiříkov, Moravice, Rýžoviště a Albrechtice. V roce 1786 byla zřízena lokálie – součást albrechtické fary. Fara byla zřízená až v roce 1859. Lokálním duchovním byl Hypolit Knollmeyer ze Znojma, který zde působil do roku 1813. Od roku 1814 nastoupil farář Jan Grun z Moravice a do roku 1945 se vystřídalo na 18 duchovních. Farnost byla do konce 19. století výhradně katolická. Koncem 19. století přišli evangelíci a asi od roku 1900 se objevila starokatolická církev.

## Popis
Jednolodní orientovaný kostel s hranolovou věží přimknutou k jižní straně lodi. Dochovány prvky renezanční, barokní a klasicistní. Na budově se nacházejí dva erby připomínající zakladatele a majitele panství Vavřince Edera a Jana st. Kobylky z Kobylího a na Sovinci, který nechal rozšířit luteránský kostel. Fasády kostela jsou hladké s vysokými okny s lomeným záklenkem. Věž je ukončena barokní cibulovitou střechou s lucernou. V roce 1614 byla postavena nová báně na náklady obchodníka s vínem ve Vratislavi Janem Hampem. Střecha věže byla opravována dle písemných záznamů ještě v letech 1678, 1734, 1827 a 1934. V roce 1732 byla střecha věže stržena bouří a kostel byl opraven v roce 1734. Další opravy a rozšiřování kostela byly prováděny od roku 1826. Kostel byl prodloužen, byly pořízeny nové lavice a varhany. Opravy klenby byla provedena v roce 1901 a v roce 1905 byla položena nová krytina.

## Interiér
K trojbokému kněžišti přimyká půlkruhová obvodová zeď točitého schodiště vedoucího do oratoře, která se nachází v patře sakristie. Vitrážový obraz Panny Marie z roku 1904 je zasazen v jednom oknu kněžiště.  Kněžiště a čtyřboká sakristie mají valenou klenbu, strop lodi je plochý vyzdoben freskovou malbou Zjevení sv. Markétě – Božské srdce Ježíšovo. Na bočních stěnách jsou zavěšeny obrazy křížové cesty. Na evangelijní straně před kněžištěm je obraz Božího milosrdenství s nápisem Jezu ufam tobie a pod ním stojí křtitelnice. Na epištolní straně se nachází socha Panny Marie s Ježíškem. Malý oltář se sousoším Klanění Tří králů a sochami sv. Petra a Pavla po bocích se nachází v levém rohu presbyteria. V zadní části kostela je klenutá kruchta podepřená zděnými sloupy. Na ni se nacházejí varhany a po stranách obrazy sv. Jana Nepomuckého a Klanění Tří králů. Pod kruchtou vlevo je zpovědnice a vpravo Boží hrob.

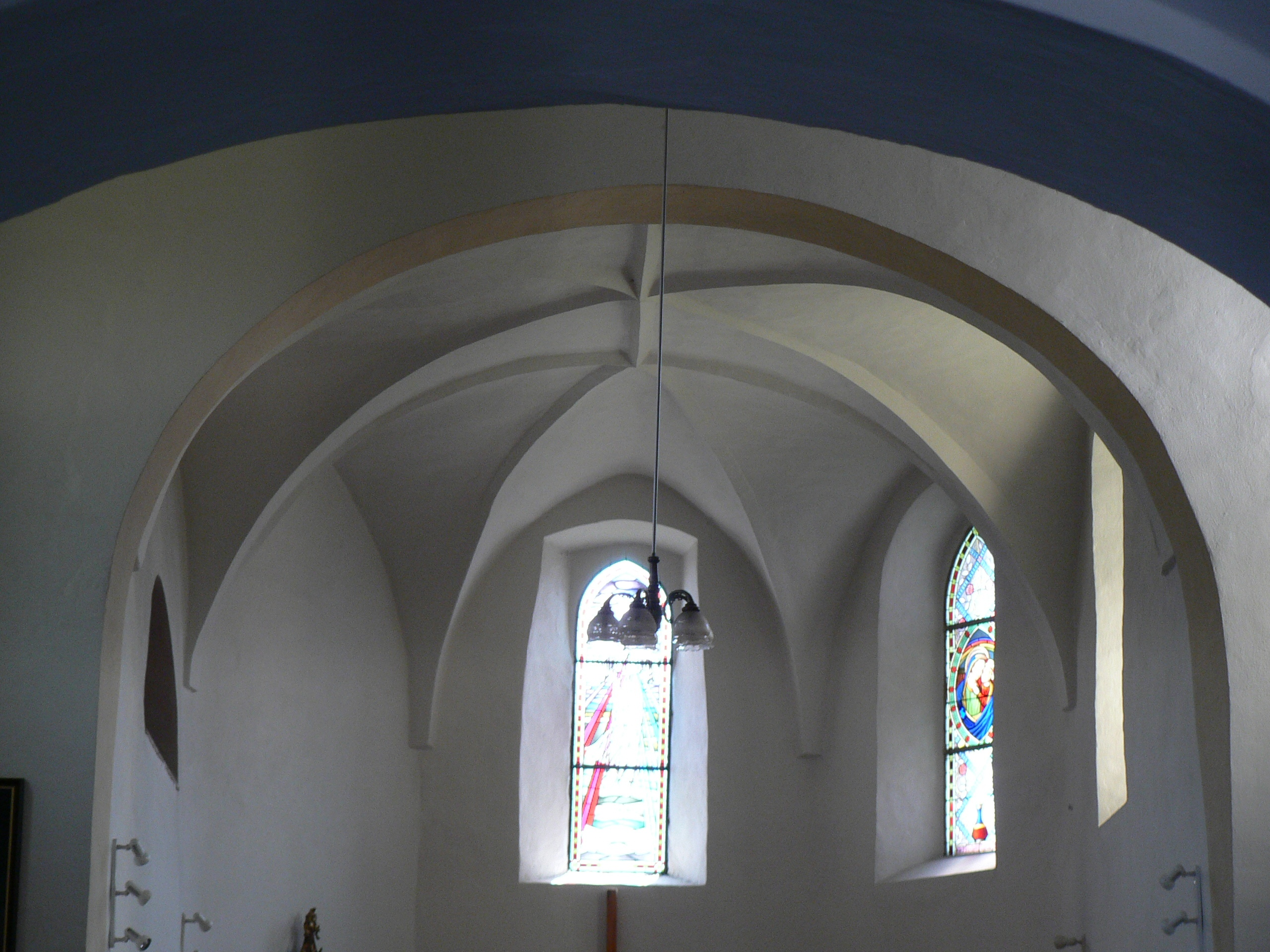
Renesanční hřebínková klenba presbytáře